# Greg Garcia
Greg García, all'anagrafe Gregory Thomas García (Arlington, 4 aprile 1970), è un produttore televisivo, sceneggiatore e regista statunitense di origini messicane.

## Biografia
Fu il creatore/produttore esecutivo della sitcom Prima o poi divorzio! e della serie televisiva My Name Is Earl dove ha partecipato sette volte come comparsa (e in cui è doppiato nella versione italiana da Teo Bellia) e con la quale ha vinto un Emmy. Ha inoltre lavorato per la serie TV Otto sotto un tetto e come consulente di produzione per I Griffin.
Ha fondato la casa di produzione televisiva Amigos de Garcia Productions che ha prodotto le tre serie televisive da lui create e sceneggiate.
Cresciuto a Arlington (Virginia), si diplomò alla Yorktown High School e successivamente si laureò alla Frostburg State University a Frostburg nel Maryland, dove fu anche il presidente della confraternita Sigma Alpha Epsilon (SAE). Partecipò successivamente al corso Writing for Television della Warner Bros. e da quel momento gli si aprirono le porte di Hollywood.
Garcia lavorò come board operator per lo show radiofonico The Tony Kornheiser Show in onda sulla WTEM. Fu anche un personaggio ricorrente nello show radiofonico Don and Mike.
Garcia è sposato con Kim, dalla quale ha avuto 2 figli.
Garcia è stato erroneamente etichettato come appartenente alla chiesa di Scientology in quanto molti attori nel cast di My Name Is Earl appartengono a quella chiesa, per via di alcuni commenti sull'attore Alec Baldwin e per un servizio del Daily Mirror. Greg Garcia è, tuttavia, cattolico.
Tra il 2010 e il 2014 Garcia ha sceneggiato un'altra serie chiamata Aiutami Hope! (Raising Hope).
Nel 2016 crea la serie televisiva antologica The Guest Book, andata in onda sulla rete televisiva TBS per due stagioni tra il 2017 e il 2018.